# جوس كوميون
جوس كوميون أو إيوس كوميون (باللغة الاتينية: Jus commune or ius commune) هو مصطلح لاتيني يشير إلى القانون المشترك في بعض الأنظمة القانونية. يستخدم غالبًا من قبل علماء القانون المدني لوصف تلك الجوانب من نظام القانون المدني التي تعتبر أحيانًا قانون الأرض في  القانون الإنجليزي. بالرغم من أن مصطلح "جوس كوميون" كان نقطة مرجعية ثابتة في أنظمة القانون القاري الأوروبي، إلا أنه لم يكن نقطة مرجعية على الإطلاق في إنجلترا.
جوس كوميون أو القانون المشترك  هو عبارة عن مجموعة من القواعد التي تطبق عموما على إقليم معين، بخلاف مصطلح إيوس سينغولاري الذي يشير إلى القانون الفردي الذي يعد استثناء ويتعلق بمجموعات معينة من السكان أو الملكيات أو العلاقات القانونية.